# 2010年中華民國直轄市公職人員選舉

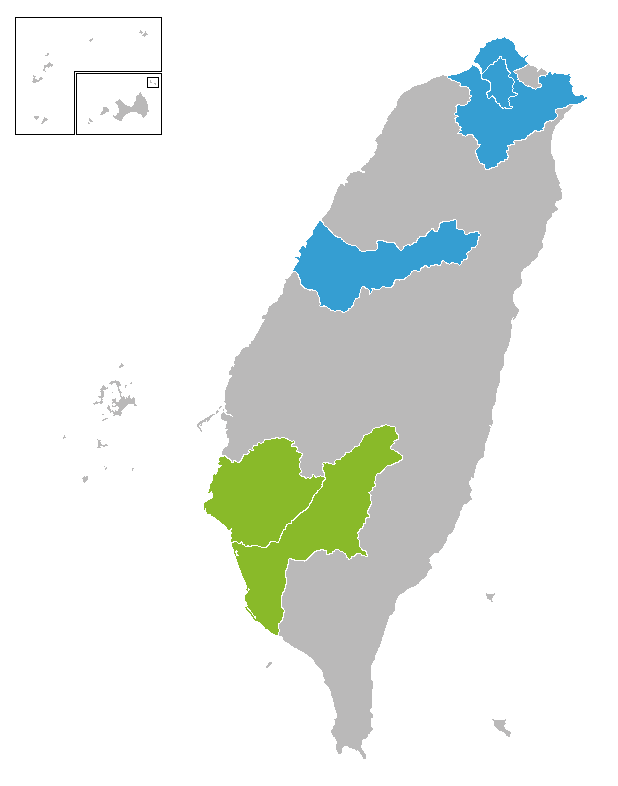
2010年直轄市長選舉結果地理分布：
KMT（3席，得票率 60%）
DPP（2席，得票率 40%）

2010年中華民國直轄市公職人員選舉，俗稱2010年五都選舉、2010年三合一選舉，於2010年11月27日舉行，由中華民國自由地區五個原有或新成立的直轄市（臺北市、新北市、臺中市、臺南市及高雄市）選出新一屆的市長、市議員與長。
五都改制計畫中，除臺北市維持其原有區劃外，新北市、臺中市及臺南市則分別由原臺灣省轄之臺北縣改制、臺中縣市合併改制及臺南縣市合併改制，而高雄市則由原直轄高雄市及省轄之高雄縣合併改制。新任之市長、市議員及里長於同年12月25日就職。

## 概論
此次選舉為臺北市改制直轄市並實施市長直選以來之第5屆市長選舉，及改制直轄市後的第11屆市議員及里長選舉，同時亦為改制後新成立之新北市、臺中市、臺南市及高雄市之第1屆市長、市議員及里長選舉。
另外，這場選舉亦是繼2009年中華民國地方公職人員選舉後的第二次全國性選舉，被視為馬英九第一任期的第二輪信任投票。由於五個直轄市的人口合計達一千三百七十萬，佔全臺灣總人口的百分之六十左右，故此次選舉被視為臺灣政治局勢日後發展的關鍵指標，同時也具有2012年中華民國總統選舉前哨戰的重大意義。國民黨有無能力維持其在臺北市及臺中地區近十年的執政，並鞏固2005年甫拿下且藍綠差距較小的新北市（臺北縣）、民進黨是否得以維持其在臺南及高雄地區長年來的執政，都是這次選舉的焦點。
此次進行選舉之行政區除臺北市及新北市（臺北縣）外均屬合併原有行政區後之新設行政區，政黨及候選人必須面臨比其他選舉更為艱困的整合工作及席次縮減等難題。另一方面，僅臺北市因市議員席次略有增加，故有許多政治新秀及在過往選舉失利的人士參選；但原為民選的臺北縣、臺中縣、臺南縣及高雄縣之鄉鎮市長將改為官派區長、鄉鎮市民代表則僅過渡為區諮議員四年，亦使許多現任該類職位者轉投市議員選舉，造成擬參選人數大幅增加。

## 政治局勢
| 2009年12月中華民國 各直轄市及縣市執政權   |
| ----------------------------------------- |
|                                           |
| 2010年3月中華民國 時任區域立法委員之黨籍  |
|                                           |
| 中國國民黨 民主進步黨 無黨團結聯盟 無黨籍 |

自2005年三合一選舉及2006年北高選戰以來，台灣內部的政治局勢已發生了巨大的改變。在2008年立委選舉中，國民黨獲得壓倒性的勝利，在立法院113個席次中拿下81席，泛藍陣營連同無盟及無黨籍人士共拿下超過四分之三的席次，而民進黨則僅獲得其餘的27席。而在2008年總統大選中，國民黨提名的「馬蕭配」也以大約五成八的得票率高票當選，民進黨在經歷了八年的執政後交出了政權，使中華民國完成了第二次的政黨輪替。國民黨也在此次選舉後，同時掌握中華民國政府的行政院及立法院，達至「完全執政」的局面。此外，國民黨為首的泛藍陣營也在地方執政中佔據絕對優勢，在全國25位直轄市長及縣市長中佔有18席。
不過在2009年年初所舉行的苗栗縣第一選區立委補選中，無黨籍人士康世儒以一千六百票之差，擊敗中國國民黨候選人陳鑾英，贏得該選區席次。而在兩週後所舉行的臺北市大安區立委補選，國民黨候選人蔣乃辛在藍營「鐵票區」中，僅以九千餘票險勝民進黨候選人周柏雅。2009年年中所舉行的雲林縣第二選區立委補選，則由民進黨候選人劉建國以將近六成的票數勝出。
在2009年三合一選舉中，民進黨重回濁水溪以北，攻破北臺灣泛藍全包局面、「光復」宜蘭縣，而國民黨雖然奪回原由新黨執政的外島金門縣，但長期執政的花蓮縣則由無黨籍人士傅崐萁勝出。在得票率方面，呈現了「藍消綠長」，民進黨創下縣市長選舉45.32％的得票率歷史新高。在選前被認為是指標戰區的宜蘭縣、新竹縣、嘉義縣及花蓮縣中，民進黨的林聰賢拿下宜蘭縣、張花冠贏得嘉義縣，無黨籍人士傅崐萁在花蓮縣大勝，而國民黨只有在新竹縣由邱鏡淳勝出。在國民黨勝選的縣市中，得票數普遍較上一屆衰退，甚至在藍營「鐵票區」臺東縣，國民黨候選人黃健庭僅贏民進黨候選人劉櫂豪幾千票，而在澎湖縣，尋求連任的王乾發也以不足六百票之差險勝民進黨提名的蔡見興。但整體而言，國民黨仍然保有縣市長多數席次，在17個舉辦三合一選舉的縣市中，國民黨共拿下12席，民進黨取得4席，而無黨籍人士則取得1席。在同日舉行的南投縣第一選區立委補選，則由國民黨候選人馬文君勝出。
在2010年1月9日舉行的桃園縣第二選區、臺中縣第三選區及臺東縣選區三席立委補選中，民進黨大獲全勝，三席全拿，在立法院席次達到三十席，突破立法院四分之一席次的憲政提案門檻。而在2010年2月27日舉行的桃園縣第三選區、新竹縣選區、嘉義縣第二選區及花蓮縣選區席四立委補選中，民進黨贏得桃園、新竹及嘉義等三席立委，國民黨僅守住花蓮一席。民進黨立法院黨團也由三十席立委增為三十三席，加上無盟的五席立委，在野黨派立委席次合計跨過三分之一席次門檻，若雙方合作，將可對行政院長提出不信任案，也可提案聲請釋憲。
在2010年水利會選舉中，民進黨在長期由國民黨掌控的農田水利會系統，有所突破。在十五個水利會中，民進黨奪下宜蘭、高雄、屏東等三地會長席次；此外，桃園無黨籍當選人黃金春當時也正申請回復黨籍；民進黨創下歷來水利會長席次中的最高紀錄，同時也比前一屆增加三席。而原由民進黨掌控八年的南投，則由國民黨籍的林庚辛當選會長，不過國民黨的總席次也由十三席減至十席。而在2010年縣市基層選舉中，藍綠雙方各有斬獲。國民黨提名的候選人與以無黨籍參選的國民黨員，共拿下將近兩千席村里長，以及將近一千兩百席鄉鎮市民代表，各約佔總席次半數，保住了藍營在基層的優勢。而民進黨在席次上則增加不少，成長了一倍，包括黨提名的村里長、鄉鎮市民代表、或民進黨員以無黨籍身分參選與民進黨地方黨部支持的無黨籍參選人，總計當選約六百席。

## 選舉日程
以下依中央選舉委員會於2010年4月6日公佈的日程：
- 2010年9月1日：發布選舉公告。
- 2010年9月9日：公告候選人登記日期及必備事項。
- 2010年9月13日至9月17日：受理候選人登記之申請。
- 2010年9月17日：政黨推薦之候選人政黨撤回其推薦截止。
- 2010年10月22日前：審定候選人名單，並通知抽籤。
- 2010年10月29日：候選人抽籤決定號次。
- 2010年11月7日：選舉人名冊編造完成。
- 2010年11月11日：公告直轄市市長選舉候選人名單與競選活動期間之起、止日期及每日競選活動之起、止時間。
- 2010年11月12日至11月26日：辦理直轄市市長選舉公辦政見發表會。
- 2010年11月16日：公告直轄市市議員選舉候選人名單與競選活動期間之起、止日期及每日競選活動之起、止時間。
- 2010年11月17日至11月26日：辦理直轄市市議員選舉公辦政見發表會。
- 2010年11月23日：公告選舉人人數。
- 2010年11月27日：投票、開票。
- 2010年12月3日前：審定當選人名單、公告當選人名單。
- 2010年12月13日前：發給當選證書。
- 2011年1月2日前：通知候選人領取補貼之競選費用。

## 各政黨參選狀況

### 直轄市長候選人名單
各直轄市之市長候選人名單（粗體者為該選區內的時任直轄市長或縣市長）：
| 直轄市 | 中國國民黨 | 民主進步黨 | 無黨籍人士           |
| ------ | ---------- | ---------- | -------------------- |
| 臺北市 | 郝龍斌     | 蘇貞昌     | 吳炎成 蕭淑華 吳武明 |
| 新北市 | 朱立倫     | 蔡英文     | —                    |
| 臺中市 | 胡志強     | 蘇嘉全     | —                    |
| 臺南市 | 郭添財     | 賴清德     | —                    |
| 高雄市 | 黃昭順     | 陳菊       | 楊秋興               |

### 各政黨市議員提名席次
各政黨直轄市議員提名席次：
|  | 政黨                   | 臺北市 | 新北市 | 臺中市 | 臺南市 | 高雄市 |
|  | ---------------------- | ------ | ------ | ------ | ------ | ------ |
|  | 中國國民黨             | 33     | 44     | 48     | 36     | 47     |
|  | 親民黨                 | 7      | 6      | 1      | 1      | 2      |
|  | 新黨                   | 5      | 2      | 0      | 1      | 1      |
|  | 泛藍陣營小計           | 45     | 52     | 49     | 38     | 50     |
|  | 民主進步黨             | 30     | 33     | 31     | 34     | 33     |
|  | 台灣團結聯盟           | 4      | 4      | 2      | 1      | 4      |
|  | 制憲聯盟               | 1      | 0      | 0      | 0      | 0      |
|  | 泛綠陣營小計           | 35     | 37     | 33     | 35     | 37     |
|  | 台灣綠黨               | 4      | 1      | 0      | 0      | 0      |
|  | 台灣民意黨             | 0      | 0      | 0      | 1      | 0      |
|  | 無黨籍及未經政黨推薦者 | 20     | 53     | 56     | 56     | 47     |
|  | 其他政黨及無黨籍小計   | 24     | 54     | 56     | 57     | 47     |

### 各政黨里長提名席次
各政黨里長提名席次：
|  | 政黨                   | 臺北市 | 新北市 | 臺中市 | 臺南市 | 高雄市 |
|  | ---------------------- | ------ | ------ | ------ | ------ | ------ |
|  | 中國國民黨             | 378    | 511    | 345    | 81     | 397    |
|  | 親民黨                 | 0      | 1      | 0      | 0      | 0      |
|  | 中華統一促進黨         | 0      | 2      | 0      | 0      | 0      |
|  | 泛藍陣營小計           | 378    | 514    | 345    | 81     | 397    |
|  | 民主進步黨             | 74     | 74     | 54     | 16     | 184    |
|  | 台灣團結聯盟           | 0      | 0      | 0      | 0      | 1      |
|  | 泛綠陣營小計           | 74     | 74     | 54     | 16     | 185    |
|  | 台灣綠黨               | 1      | 0      | 0      | 0      | 0      |
|  | 無黨籍及未經政黨推薦者 | 501    | 1300   | 857    | 864    | 1155   |
|  | 其他政黨及無黨籍小計   | 502    | 1300   | 857    | 864    | 1155   |

## 選舉結果

### 綜合結果
以下列出獲有席次之政黨與無黨籍參選人之當選席次及票數：
| 政黨 | 政黨                   | 直轄市市長 共5席 | 直轄市市長 共5席 | 直轄市市長 共5席 | 直轄市議員 共314席 | 直轄市議員 共314席 | 直轄市議員 共314席 | 里長 共3757席 | 里長 共3757席 | 里長 共3757席 |
| ---- | ---------------------- | ---------------- | ---------------- | ---------------- | ------------------ | ------------------ | ------------------ | ------------- | ------------- | ------------- |
| 政黨 | 政黨                   | 席次             | 得票數           | 得票率           | 席次               | 得票數             | 得票率             | 席次          | 得票數        | 得票率        |
|      | 中國國民黨             | 3                | 3,369,052        | 44.54%           | 130                | 2,890,154          | 38.63%             | 1,195         | 2,344,423     | 32.99%        |
|      | 民主進步黨             | 2                | 3,772,373        | 49.87%           | 130                | 2,643,828          | 35.34%             | 220           | 476,088       | 6.70%         |
|      | 親民黨                 | —                | —                | —                | 4                  | 151,661            | 2.03%              | 0             | 208           | <0.01%        |
|      | 新黨                   | —                | —                | —                | 3                  | 95,050             | 1.27%              | —             | —             | —             |
|      | 台灣團結聯盟           | —                | —                | —                | 2                  | 126,359            | 1.69%              | 0             | 85            | <0.01%        |
|      | 中華統一促進黨         | —                | —                | —                | —                  | —                  | —                  | 1             | 1,912         | 0.03%         |
|      | 台灣綠黨               | —                | —                | —                | 0                  | 24,650             | 0.33%              | 0             | 964           | 0.01%         |
|      | 制憲聯盟               | —                | —                | —                | 0                  | 188                | <0.01%             | —             | —             | —             |
|      | 台灣民意黨             | —                | —                | —                | 0                  | 138                | <0.01%             | —             | —             | —             |
|      | 無黨籍及未經政黨推薦者 | 0                | 422,692          | 5.59%            | 45                 | 1,549,926          | 20.72%             | 2,341         | 4,283,690     | 60.27%        |

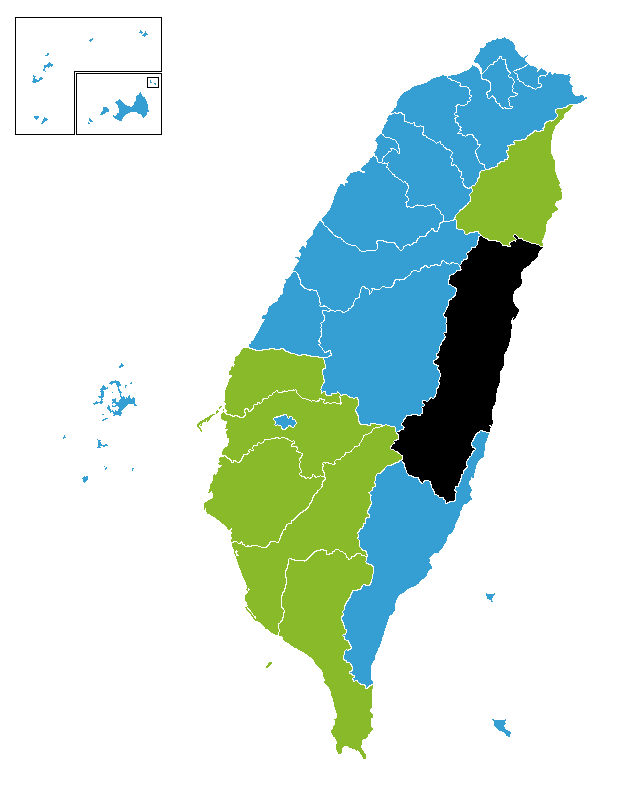
2009年中華民國縣市長選舉及2010年中華民國直轄市市長選舉結果

市長選舉方面，中國國民黨與民主進步黨分別鞏固了其長年執政的臺北市與臺中地區及臺南與高雄地區，而國民黨亦維持其於2005年縣長選舉取得之新北市（臺北縣）執政權。國民黨雖在席次上過半，然民進黨總得票較高且獲得近半數選票，因此兩大黨並無明顯輸贏。然而，國民黨在五直轄市的得票與2008年立法委員選舉及2008年中華民國總統選舉相較均大幅滑落，顯示國民黨聲望仍未回升。另一方面，由於民進黨在2009年縣市長選舉及此次直轄市市長選舉的總得票高於國民黨，因此輿論普遍認為馬英九總統於2012年中華民國總統選舉的連任之路仍充滿挑戰。
議員選舉方面，除臺北市各黨比例變化不大外，其他地區民主進步黨之席次比例均有增加，而中國國民黨在臺中及臺南地區之議會席次比例則大幅滑落。親民黨、新黨及台灣團結聯盟在兩大黨夾擊下均只能取得少數席次，且除新黨維持近年水準外，親民黨及台聯之席次均較過去減少。另一方面，綠黨、制憲聯盟及台灣民意黨則未能取得任何席次。
里長選舉方面，除臺北市由中國國民黨取得過半席次外，其他地區仍是無黨籍當選者較多，而民主進步黨在最基層的公職人員選舉仍未能有大幅斬獲。

### 直轄市市長選舉結果
各直轄市之市長選舉當選人及次高票者之名單（粗體者為該選區內的時任直轄市長或縣市長）：
| 直轄市 | 當選者（登記政黨）    | 次高票者（登記政黨）  |
| ------ | --------------------- | --------------------- |
| 臺北市 | 郝龍斌（ 中國國民黨） | 蘇貞昌（ 民主進步黨） |
| 新北市 | 朱立倫（ 中國國民黨） | 蔡英文（ 民主進步黨） |
| 臺中市 | 胡志強（ 中國國民黨） | 蘇嘉全（ 民主進步黨） |
| 臺南市 | 賴清德（ 民主進步黨） | 郭添財（ 中國國民黨） |
| 高雄市 | 陳菊（ 民主進步黨）   | 楊秋興（無黨籍）      |

全國直轄市市長選舉政黨得票數：
| 政黨                   | 得票數    | 得票率 |  |
| ---------------------- | --------- | ------ |  |
| 民主進步黨             | 3,772,373 | 49.87% |  |
| 中國國民黨             | 3,369,052 | 44.54% |  |
| 政黨得票數總計         | 7,141,425 | 94.41% |  |
| 無黨籍及未經政黨推薦者 | 422,692   | 5.59%  |  |

### 直轄市議員選舉結果
各政黨直轄市議員當選名額：
|  | 政黨                   | 臺北市 | 新北市 | 臺中市 | 臺南市 | 高雄市 |
|  | ---------------------- | ------ | ------ | ------ | ------ | ------ |
|  | 中國國民黨             | 31     | 30     | 27     | 13     | 29     |
|  | 親民黨                 | 2      | 0      | 1      | 0      | 1      |
|  | 新黨                   | 3      | 0      | —      | 0      | 0      |
|  | 泛藍陣營小計           | 36     | 30     | 28     | 13     | 30     |
|  | 民主進步黨             | 23     | 28     | 24     | 27     | 28     |
|  | 台灣團結聯盟           | 1      | 0      | 1      | 0      | 0      |
|  | 制憲聯盟               | 0      | —      | —      | —      | —      |
|  | 泛綠陣營小計           | 24     | 28     | 25     | 27     | 28     |
|  | 台灣綠黨               | 0      | 0      | —      | —      | —      |
|  | 台灣民意黨             | —      | —      | —      | 0      | —      |
|  | 無黨籍及未經政黨推薦者 | 2      | 8      | 10     | 17     | 8      |
|  | 其他政黨及無黨籍小計   | 2      | 8      | 10     | 17     | 8      |

全國直轄市議員選舉政黨得票數：
| 政黨                   | 得票數    | 得票率 |  |
| ---------------------- | --------- | ------ |  |
| 中國國民黨             | 2,890,154 | 38.63% |  |
| 民主進步黨             | 2,643,828 | 35.34% |  |
| 親民黨                 | 151,661   | 2.03%  |  |
| 台灣團結聯盟           | 126,359   | 1.69%  |  |
| 新黨                   | 95,050    | 1.27%  |  |
| 台灣綠黨               | 24,650    | 0.33%  |  |
| 制憲聯盟               | 188       | 0.00%  |  |
| 台灣民意黨             | 138       | 0.00%  |  |
| 政黨得票數總計         | 5,932,028 | 79.28% |  |
| 無黨籍及未經政黨推薦者 | 1,549,926 | 20.72% |  |

各直轄市議會正副議長選舉結果：
| 職稱   | 臺北市                   | 新北市                   | 臺中市                   | 臺南市                   | 高雄市                   |
| ------ | ------------------------ | ------------------------ | ------------------------ | ------------------------ | ------------------------ |
| 議長   | 吳碧珠 · （ 中國國民黨） | 陳幸進 · （ 中國國民黨） | 張清堂 （無黨籍）        | 賴美惠 · （ 民主進步黨） | 許崑源 · （ 中國國民黨） |
| 副議長 | 周柏雅 · （ 民主進步黨） | 陳鴻源 · （ 中國國民黨） | 林士昌 · （ 中國國民黨） | 郭信良 · （ 民主進步黨） | 蔡昌達 · （ 民主進步黨） |

### 里長選舉結果
各政黨里長當選席次：
|  | 政黨                   | 臺北市 | 新北市 | 臺中市 | 臺南市 | 高雄市 |
|  | ---------------------- | ------ | ------ | ------ | ------ | ------ |
|  | 中國國民黨             | 247    | 355    | 227    | 124    | 242    |
|  | 親民黨                 | —      | 0      | —      | —      | —      |
|  | 中華統一促進黨         | —      | 1      | —      | —      | —      |
|  | 泛藍陣營小計           | 247    | 356    | 227    | 124    | 242    |
|  | 民主進步黨             | 41     | 25     | 18     | 40     | 96     |
|  | 台灣團結聯盟           | —      | —      | —      | —      | 0      |
|  | 泛綠陣營小計           | 41     | 25     | 18     | 40     | 96     |
|  | 台灣綠黨               | 0      | —      | —      | —      | —      |
|  | 無黨籍及未經政黨推薦者 | 168    | 651    | 379    | 588    | 555    |
|  | 其他政黨及無黨籍小計   | 168    | 651    | 379    | 588    | 555    |

## 後續效應

### 政治影響
選舉結果，國民黨守住台北市、新北市、台中市，民進黨守住台南市、高雄市，此次國民黨雖仍守住三席，但同時也拉起警報，因為得票率比起過去選舉少掉許多，尤其以大台中市選舉最為明顯，本被外界認為是藍營最穩的當選區，結果僅差3萬票的票數，根本是險勝泛綠。其他得票，如台北市與新北市比起過去也少掉許多，這是選民對國民黨執政的滿意度表示；對於要在2012年總統大選成功連任的馬英九總統而言，是個很大的警惕，但2012年藍營仍在這三個選區大勝。

### 國際媒體看法
| 國家   | 媒體             | 評論 |
| ------ | ---------------- | --- |
| 美国   | 《美聯社》       | - 國民黨在五都市長斬獲三席，對馬英九總統改善兩岸關係的政策而言是一大助力。 - 值得注意的是，最大反對黨民進黨這次的得票率將近有五十％，多過國民黨的四十四％，國民黨的得票率有所流失，這將是馬英九總統兩年後想爭取連任的一大警訊。 |
| 美国   | 《華盛頓郵報》   | - 主張減慢兩岸改善速度的民進黨贏得近半的總票數，意味馬英九的連任與明年的立法院選舉，都將面臨更大的挑戰，這是僅僅六個月之前無法想像的事。 |
| 日本   | 《共同社》       | - 國民黨勝選反映馬政府迄今對中政策成果贏得選民信任，並阻止去年地方選舉之後各項選舉的失利，但對於民進黨在選舉整體的得票數高於藍營，顯示出似有恢復黨勢。 |
| 日本   | 《朝日新聞》     | - 綠營得票數成長，面對2012年總統選舉奪回政權獲得一定程度的踏腳石。 |
| 新加坡 | 《聯合早報》     | - 這次五都選舉結果，北藍南綠的政治版圖沒有改變，但從總得票率來看，國民黨只能說是險勝，而民進黨是雖敗猶榮。 - 選舉結果說明，民進黨主席蔡英文上任以來，告別以往悲情和非理性的街頭政治鬥爭傳統，改而倡導溫和理性政治路線是正確的；在她領導下的民進黨走溫和路線，對立場淺綠甚至是淺藍的中間選民有吸引力；蔡英文交出這麼漂亮的成績單，是「蔡英文路線的勝利」。 |
| 香港   | 《南華早報》     | - 連勝文槍擊事件給處於下風的國民黨帶來了轉機，為其贏得了至少3%至5%的選票。 - 和執政國民黨的44.54%的選票相比，在野民進黨贏得了近50%的選票，這表明，在2012年的總統大選中，馬英九的連任可能將面臨強有力挑戰。 |
| 香港   | 《文匯報》       | - 選舉結果，國民黨在選票上的落敗。國民黨雖然保住了台北、新北和台中三都，但南部已經成為民進黨的牢固陣地。總數落後民進黨40萬張選票說明了國民黨在2012年總統大選中將面對的難度。 |
| 香港   | 《明報》         | - 這個結果已為國民黨能否於二〇一二年繼續執政敲響了警鐘。 - 而連勝文槍擊事件，不但使台灣選舉蒙污，也讓台灣的國際形像受損。 |
| 英国   | 《英國廣播公司》 | - 國民黨五勝三，但總得票率卻輸民進黨約五％的現象，對於二〇一二年總統選舉佈局會有相當影響。 |
| 英国   | 《路透社》       | - 國民黨拿下三都，有助繼續推動兩岸經貿合作談判。 |
| 法國   | 《法新社》       | - 五都選舉結果堪稱國民黨與中國「雙贏」局面，對國民黨而言是「中等勝利」，而北京也樂見，因為中國希望與台灣統一，也明白台北要有一個友好政府，才能推動這個野心。連勝文在選前一夜遭槍擊，讓國民黨獲得同情票，並得以穩住選情，尤其在台北市方面。 |
| 德国   | 《德通社》       | - 國民黨以些微差距贏得勝利，是一項警訊。 |

### 文獻
1. 1 2 3 4  中央選舉委員會新聞稿[]，中央選舉委員會
2. ↑  美國之音：談台灣的五都選舉 （页面存档备份，存于），大紀元，2010年3月5日。「所謂五都、是指原來的台北市、台北縣改稱的新北市、台中市與台中縣合併為大台中市、台南市與台南縣合併為大台南市、高雄市與高雄縣合併成為大高雄市。」
3. ↑  選舉三合一／里長反對能見度變超低 （页面存档备份，存于），聯合新聞網，2010年3月23日
4. ↑  高雄縣市合併改制後之「高雄市」，其定位為新成立之直轄市[]，高雄縣市合併專屬網站
5. ↑  《2009年三合一選舉結果對台灣政局的影響》，李明峻／台灣國際法學會副秘書長
6. ↑  星期專論／台灣人民必須買一個保險 （页面存档备份，存于），羅致政，東吳大學政治系教授。「因此，今年的五都市長選舉，不僅是對馬政府的另一次信任投票與期中考…」
7. ↑  土地面積、村里鄰、戶數暨現住人口數統計表 （页面存档备份，存于），中華民國內政部統計資訊網
8. ↑  北京學者：台灣五都選舉是關鍵[]，中央廣播電台
9. ↑  馬總統：2012前哨戰 五都要全贏 （页面存档备份，存于），聯合新聞網
10. 1 2  市議員參選爆炸／藍：提名不會過度膨脹 （页面存档备份，存于），聯合晚報。
11. 1 2  市議員參選爆炸／綠 出現過半提名聲浪 （页面存档备份，存于），聯合晚報。
12. ↑  地方制度法專題：直轄市改制的合理過渡措施（內政部的政策說帖） （页面存档备份，存于），台灣法律網。
13. 1 2 3 4  中選會資料庫網站 （页面存档备份，存于），中央選舉委員會
14. 1 2  2008年台灣政局：國民黨全面執政 民進黨危機加深 （页面存档备份，存于），彭維學，中國社會科學院台灣研究所研究員
15. ↑  苗縣立委補選投票率42.11% 康世儒勝出 （页面存档备份，存于） 2009年3月14日，中央社
16. ↑  台大安區補選 藍營險勝 （页面存档备份，存于），大紀元
17. ↑  中華民國第七屆立法委員雲林縣第二選舉區缺額補選結果 （页面存档备份，存于），中選會，2009年9月26日
18. ↑  人民教訓馬英九 （页面存档备份，存于），自由時報，2009年12月6日
19. 1 2  得票率藍消綠長 馬執政成績很難看 （页面存档备份，存于），聯合新聞網，2009年12月5日
20. ↑  南投縣立委補選由國民黨馬文君當選勝出 （页面存档备份，存于），大紀元，2009年12月5日
21. ↑  3立委補選 民進黨全壘打 （页面存档备份，存于），自由時報，2010年1月10日
22. 1 2  立委補選4搶3 民進黨大勝 （页面存档备份，存于），自由時報，2010年2月28日
23. ↑  爆冷 水利會改選 泛綠首次搶4席 （页面存档备份，存于），世界新聞網
24. 1 2  水利會長改選 宜高屏藍變綠 （页面存档备份，存于），自由電子報，2010年5月17日
25. 1 2  基層選舉　藍營穩江山、綠營有斬獲 （页面存档备份，存于），中國評論新聞
26. ↑  基層有斬獲小英籲再拼5都里長[]，中央社記者溫貴香台北13日電
27. ↑  99年直轄市市長選舉候選人登記彙總表[]，中央選舉委員會，2010年9月17日
28. ↑  99年直轄市市長選舉候選人登記彙總表[]，中央選舉委員會，2010年9月17日
29. ↑  99年直轄市選舉 （页面存档备份，存于），中央選舉委員會
30. ↑  議長及副議長乃議員於2010年12月25日就職當日互選產生，實質上並非此選舉之一部分。
31. ↑  張清堂雖以無黨籍身份當選議員，但仍為中國國民黨籍
32. 1 2 3  五都選舉結果 專家看法分歧 （页面存档备份，存于），中央通訊社，2010年11月28日
33. 1 2  外媒關注五都選舉　藍得票率流失是警訊 （页面存档备份，存于），NOWnews，2010年11月28日
34. ↑  星媒：民進黨五都選舉雖敗猶榮[]，自由電子報，2010年11月28日
35. ↑  台灣五都選舉引香港報紙熱議 （页面存档备份，存于），BBC，2010年11月28日
36. 1 2  五都戰果》國際媒體：有助兩岸經貿談判 （页面存档备份，存于），壹蘋果，2010年11月27日

## 外部連結
- 中央選舉委員會 99年直轄市市長、議員及里長選舉網頁專區
- Google 2010年五都選舉
- You Choose 2010五都選舉（页面存档备份，存于）